# Le Petit Ramon
Le Petit Ramon fou un grup de música de Barcelona. Projecte del músic barceloní Ramon Faura iniciat a finals de 2002, després de la dissolució dels Azucarillo Kings, amb un estil pop però que recorda al folk més psicodèlic amb actitud punk i cançons plenes d'humor negre i crític.

## Discografia
- Senyores Senyores Senyores (Le Chien Malade, 2015)[3]
- Brou (Bankrobber, 2011)
- Acusticus Replica (Bankrobber, 2009)[4]
- Brou (Bankrobber, 2011)
- Morts, desastre i barbàrie (Bankrobber, 2008)[2]
- Luxúria (DiscMedi, 2005)
- Le Petit Ramon & Terrorista (Cydonia Records, 2003)